# Comté de Weston
Le comté de Weston est un comté de l'État du Wyoming dont le siège est Newcastle. Selon le recensement de 2010, sa population est de 7 208 habitants.